# Guillaume de Villaret
Guillaume de Villaret ( – 1305) a Jeruzsálemi Szent János Ispotályos Lovagrend francia születésű nagymestere volt. Működése alatt a lovagrend központja a Ciprusi Királyság volt.

## Pályája
A lovagrend Saint-Gilles-i priorja volt, majd Odon de Pins halála után, 1296-ban nagymesternek választották. Nevéhez fűződik az admirális posztjának megteremtése 1300 körül. Ez volt az első fontos lépés ahhoz, hogy az addig kizárólag szárazföldön tevékenykedő johannitákból tengeri harcosok váljanak. 1305-ben meghalt, utóda unokaöccse, Foulques de Villaret lett, akinek ő egyengette az útját a lovagrenden belül.